# Ophiuroglypha carinifera
Ophiuroglypha carinifera är en ormstjärneart som först beskrevs av Jean Baptiste François René Koehler 1901.  Ophiuroglypha carinifera ingår i släktet Ophiuroglypha och familjen fransormstjärnor. Inga underarter finns listade i Catalogue of Life.